# Rolando Abreu
Rolando Domingo Abreu Canela (Santiago de Cuba, 15 maggio 1992) è un calciatore cubano, centrocampista del Santiago de Cuba e della Nazionale cubana.

## Carriera

### Club
Ha giocato nella prima divisione cubana.

### Nazionale
Ha debuttato in nazionale il 22 marzo 2018, nell'amichevole Nicaragua-Cuba (3-1). Ha partecipato, con la nazionale, alla CONCACAF Gold Cup 2019.

## Palmarès

### Club

#### Competizioni nazionali
- Campeonato Nacional de Fútbol de Cuba: 3

Santiago de Cuba: 2017, 2018, 2019